# Megalneusaurus
Megalneusaurus (z řec. „velký ještěří plavec“) je rod vyhynulého pliosaura, žijícího v době před 160 až 150 miliony let (geologický věk oxford až kimmeridž, pozdní jura) na území dnešního Wyomingu a pravděpodobně i na Aljašce v USA.

## Historie a popis

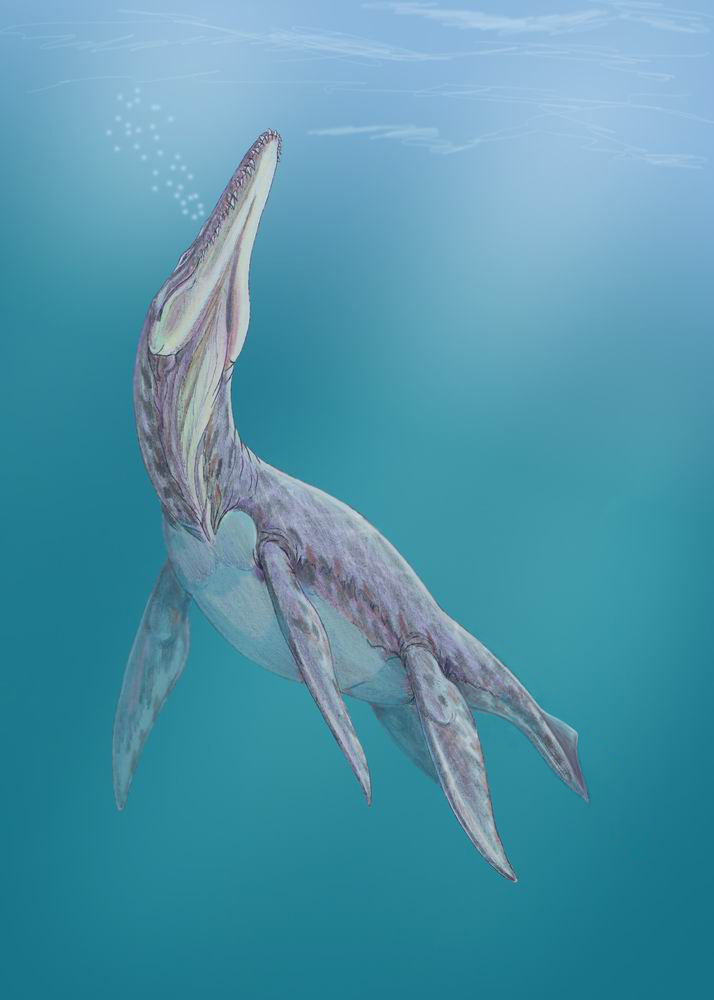
Megalneusaurus - přibližná rekonstrukce celkového vzezření.

V roce 1895 popsal geolog Wilbur Clinton Knight částečně dochovanou kostru neznámého pliosaurida, objeveného ve Wyomingu. Dal mu jméno Cimoliasaurus rex (podle již dříve známého rodu Cimoliasaurus, popsaného roku 1851), o tři roky později ale prozkoumal fosilie detailněji a zvolil pro ně samostatné rodové jméno Megalneusaurus. Vzdáleně příbuzné rody plesiosaurů žily mimochodem podle dosud učiněných objevů i na našem dnešním území.
Tento velký pliosaurid patřil s celkovou délkou asi 9,8 až 13 metrů a hmotností kolem 12 tun mezi jedny z největších známých mořských predátorů druhohor. Je největším v současnosti známým jurským plesiosaurem ze Severní Ameriky a dosahoval zhruba stejné velikosti jako zástupci populárních rodů Pliosaurus nebo Kronosaurus, případně pak Megacephalosaurus.